# Джелюмкен (посёлок станции)
Джелюмке́н — посёлок станции в Амурском районе Хабаровского края. Входит в состав Литовского сельского поселения.

## География
Посёлок находится на железнодорожной линии Волочаевка II — Комсомольск-на-Амуре между селом Голубичное и посёлком Вандан.

## Население
| 1992 | 2002 | 2010 | 2011 | 2012 | 2021 |
| ---- | ---- | ---- | ---- | ---- | ---- |
| 56   | ↘49  | ↘14  | →14  | ↘13  | ↘10  |